# 버드 (1988년 영화)
《버드》(영어: Bird)는 미국에서 제작된 1988년 전기 뮤지컬 드라마 영화이다. 클린트 이스트우드가 연출과 제작을 맡고, 포리스트 휘터커, 다이앤 버노라, 마이클 젤니커, 새뮤얼 E. 라이트 등이 출연하였다.

## 출연진
- 포리스트 휘터커
  - 데이먼 휘터커
- 다이앤 버노라
- 마이클 젤니커
- 새뮤얼 E. 라이트
- 키스 데이비드
- 다이앤 샐린저
- 마이클 맥과이어
- 제임스 핸디
- 샘 로바즈
- 빌 코브스
- 토니 콕스
- 해밀턴 캠프
- 토니 토드
- 제이슨 버나드
- 팀 러스
- 리처드 제니

## 기타 제작진
- 배역: 필리스 허프먼
- 미술: 에드워드 C. 카패그노
- 의상: 글렌 라이트(크레디트 미기재)

## 시청 등급
- 대한민국: 19세 이상 시청가